# Zimmerius villarejoi
Zimmerius villarejoi — вид птиц из семейства тиранновых. Официально был описан в 2001 году Хосе Альваресом Алонсо и Бретом М. Уитни. Внешне похож на красноклювого карликового тиранна, но имеет оливковую (а не серую) корону и отчетливую вокализацию.

## Описание
Длина тела около 12 см. Голова и спина имеют серовато-оливковый оттенок. Крылья более тёмные с желтыми краями, образующими узор. Грудка оливкового цвета, который на брюшке переходит в желтоватый оттенок. Радужка белая, клюв телесного цвета.

## Распространение
Эндемики двух географически изолированных районов в северо-восточной части Перу. Есть мнения, что эти популяции могут представлять собой разные виды. Естественной средой обитания являются субтропические или тропические влажные равнинные леса.

## Биология
Питаются насекомыми и фруктами, а по некоторым данным также семенами. Кормятся под пологом леса, где ищут семена и мелких членистоногих.
МСОП присвоил виду охранный статус VU. Угрозу для него представляет возможная утрата мест обитания.